# 马蒂亚·里盖蒂
马蒂亚·里盖蒂（義大利語：Mattia Righetti，1980年3月10日—），意大利男子赛艇运动员。他曾代表意大利参加世界赛艇锦标赛，获得二枚铜牌。他也曾参加2000年夏季奥林匹克运动会。